# 斯雷代茨市鎮

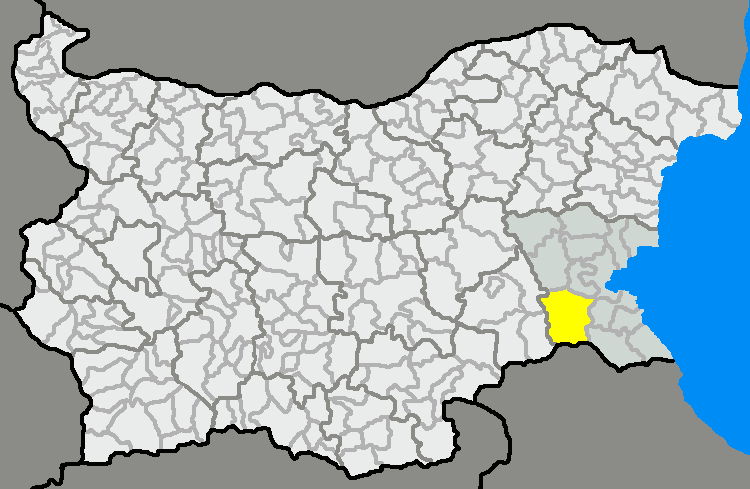

斯雷代茨市，是保加利亞的城鎮，位於該國東南部，由布爾加斯州負責管轄，首府設於斯雷代茨，面積1,149.88平方公里，2011年人口14,934，人口密度每平方公里13人。